# Sabina Spielrein
Sabina Nikolajevna Spielrein (ryska: Сабина Николаевна Шпильрейн), född 1885 i Rostov-na-Donu, Kejsardömet Ryssland, död den 11 eller 12 augusti 1942 i Zmijovskaja Balka i utkanten av Rostov-na-Donu, var en rysk läkare och en av den tidiga psykoanalysens pionjärer. Hon myntade dödsdriften, vilken kompletterade Sigmund Freuds driftteori och levde och samarbetade under ett antal år med Carl Gustav Jung. Hon arbetade som psykiater, psykoanalytiker, lärare och barnläkare, i både Schweiz och Sovjetunionen/Ryssland.
Sabina Spielrein avslutade sina studier 1911 med en doktorsavhandling om dödsdriften, som förutsättning för allt liv (Destruktionen som tillblivelsens grund). Detta baserades på det psykologiska innehållet i ett fall av schizofreni (Dementia praecox), med Jung som handledare. Det var inte bara Jung som gjorde ett djupt intryck på Spielrein och hennes tankevärld, utan hon påverkade i hög grad Jung och dennes idéutveckling. Man har hittat brev, hennes dagböcker och kopior av sjukhusjournaler samt publicerat hennes brevväxling med Jung och Freud. Större delen av sin yrkesverksamhet utövade Spielrein i barndomsstaden Rostov, dit hon flyttat från Moskva sedan Stalin 1924 börjat förfölja psykoanalytikerna i Sovjetunionen.
Sommaren 1942 mördades Spielrein, som ett av många offer för de tyska invasionsstyrkorna i Sovjetunionen. Totalt avrättades 27 000 personer – mestadels judar – i och runt Rostov under sommaren 1942, inklusive även hennes båda döttrar Renata, född 1913, och Eva, född 1926. Hon var gift med den ryskjudiske läkaren Pavel Scheftel. Maken dog redan under den stora utrensningen 1936.
Spielrein var en av de första psykoanalytikerna att utföra en fallstudie gällande schizofreni, Hon har på senare år uppmärksammats för sin historiska betydelse inom utvecklingen av psykoanalys och feministiska perspektiv på psykologin, liksom av hennes död som offer för förintelsen. Hennes påverkan på Freuds tankar och mångåriga samarbete med Jung har uppmärksammats allt mer, liksom hennes dito med utvecklingspsykologen Jean Piaget. Under sin 33 år långa yrkeskarriär publicerade hon mer än 35 avhandlingar i tre språk (tyska, franska och ryska), inom ämnen som psykoanalys, utvecklingspsykologi, psykolingvistik och psykologiskt lärande.

## Biografi

### Bakgrund och uppväxt
Spielrein föddes in i en välbärgad judisk familj, i den sydryska hamnstaden Rostov-na-Donu. Hennes far Nikolaj Spielrein, ursprungligen Naftul Spielrein, var agronom. Efter flytten från Warszawa till Rostov sadlade han om och inledde en framgångsrik karriär som handelsman. Modern Eva Lublinskaja, född Khave, som var dotter och barnbarn till rabbiner från Jekaterinoslav, gick i praktik till att bli tandläkare men verkade sedan aldrig i yrket.

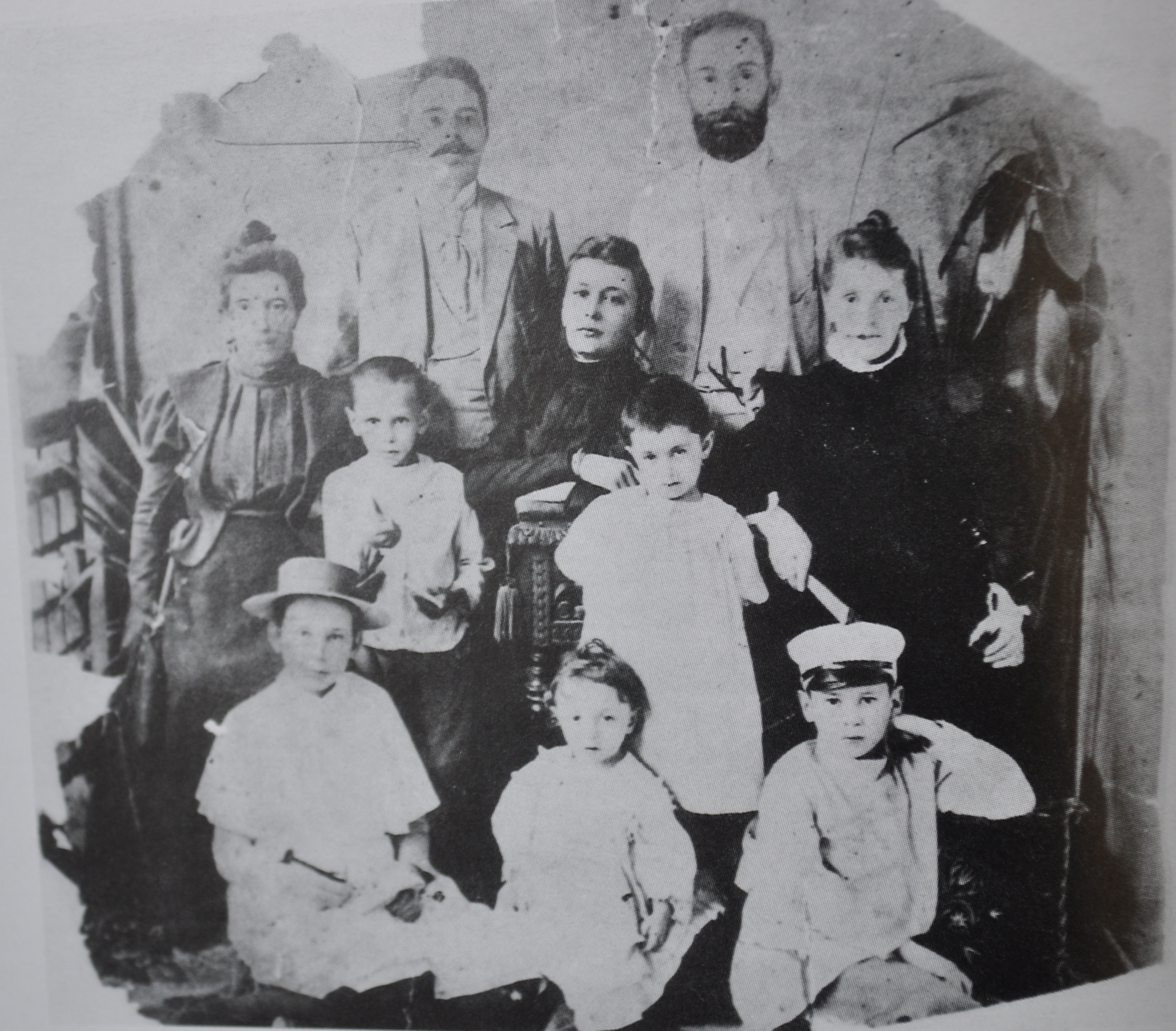
Familjen Spielrein 1896, tillsammans med flera oidentifierade personer. Sabina är längst fram till vänster, i hatt, vid sidan av Emilia och Jan. På mittenraden finns modern, Eva och Isaac. Längst bak står fadern i mustasch, och mannen i skägg kan vara Moishe Lubinskij.

På sitt födelsebevis noterades Spielrein som Sheyve Naftulovna, men därefter använde hon själv i alla officiella papper alltid namnet Sabina Nikolajevna. Hon var äldst av fem barn, där alla hennes tre bröder senare blev framstående vetenskapsmän. En av dem – Isaac Spielrein – var en sovjetisk psykolog och pionjär inom arbetspsykologi. En annan av dem var matematikern Jan Spielrein.

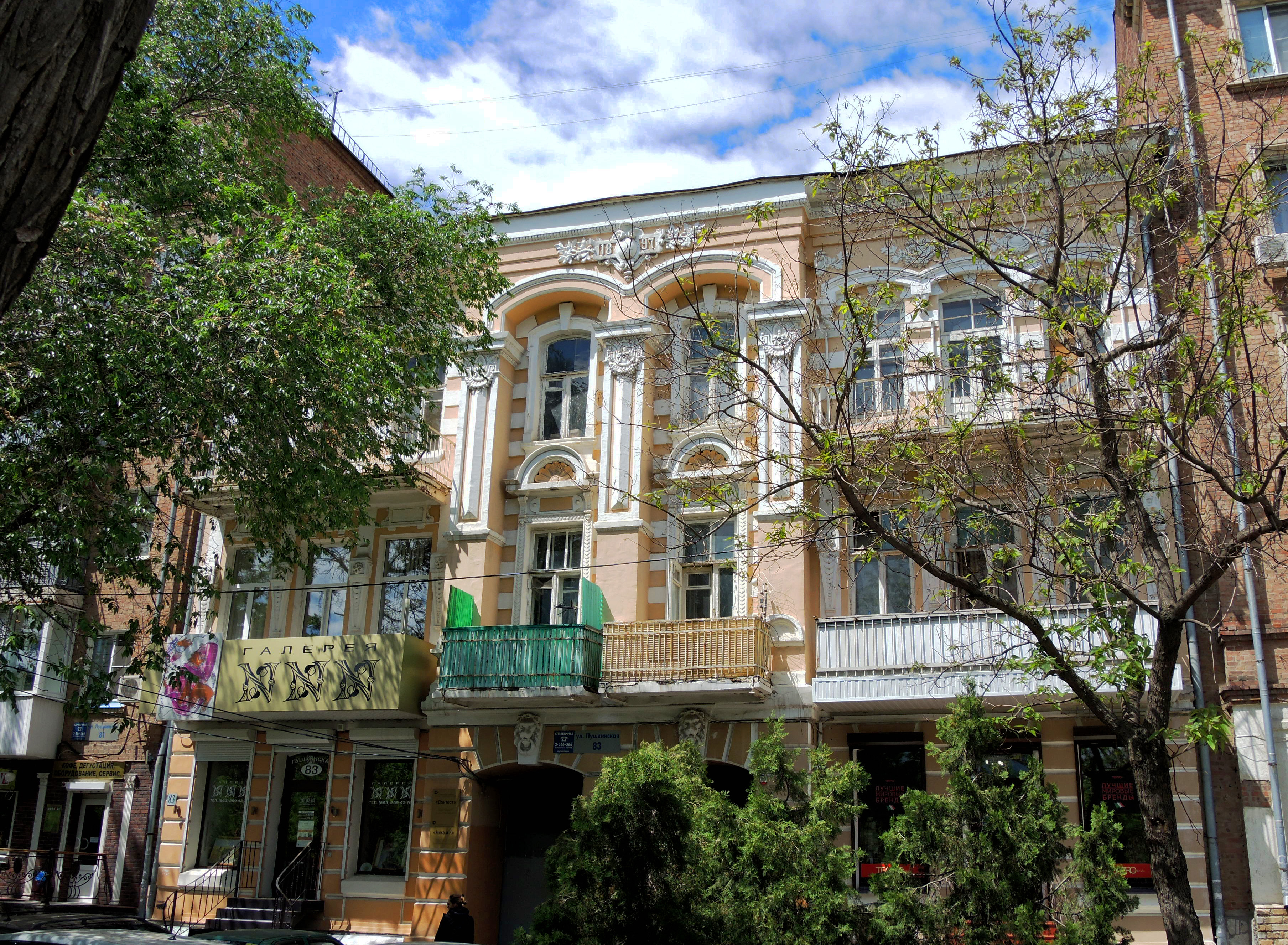
Spielreins hus på Pusjkingatan 37 i Rostov tillhörde Spielreins mor Eva (1863–1922) som var utbildad tandläkare och hade sitt kontor och familjebostad där. Efter revolutionen beslagtogs huset av bolsjevikerna, och familjen fick bara behålla ett litet rum. Numera är byggnaden kulturminnesklassad, med ett mindre museum tillägnat Spielrein.

Från tidiga år var Spielrein fantasifull och hon var övertygad om att hon en högre makt hade gett henne i uppdrag att göra stora ting; hon kommunicerade i saken med en privat 'skyddsängel'. Hennes föräldrars äktenskap var turbulent, och hon fick erfara fysiskt våld från både modern och fadern. Hon led av flera kroppsliga symptom och vanföreställningar, och vissa bedömare har trott att hon kanske blivit sexuellt utnyttjad av någon i familjen.
Spielrein studerade vid Froebelskolan och därefter på Jekaterinskajagymnasiet i Rostov, där hon hade höga betyg i naturkunskap, musik och språk. Hon lärde sig behärska tre språk flytande. Under sin tonårstid fortsatte han att vara en orolig själ; hon blev först förälskad i sin historielärare och därefter i en av sina farbröder. Innan studieåren var över beslutade hon sig för att resa utomlands och utbilda sig till läkare, något hon fick gillande av från sin farfar. Vid slutet av skoltiden fick hon motta en medalj i guld.

### Tid på sjukhus
Efter att hennes enda syster Emilia dött i tyfoidfeber, började Spielreins hälsa försämras. Vid 18 års ålder drabbades hon av ett psykiskt sammanbrott med svår hysteri, tics/muskelryckningar och okontrollerade humörsvängningar.
Efter en vårdinsats på ett sanatorium i Schweiz, där hon förälskade sig i en av institutionens läkare, skrevs hon i augusti 1904 in på Burghölzlis mentalsjukhus utanför Zürich. Sjukhuschefen Eugen Bieuler drev det hela som en terapeutisk verksamhet med sociala aktiviteter för patienterna, inklusive föreläsningar i trädgårdsskötsel, drama och vetenskap.
En av Bieulers assistenter var Carl Jung, som senare utsågs till andreman på sjukhuset. Kort efter hennes inskrivning avslöjade Spielrein för Jung att hennes far ofta agade henne, och att hon plågades av masochistiska fantasier över att bli slagen. Bieuler försäkrade för henne att hon var på tryggt avstånd från sina föräldrar, och förbjöd senare hennes far och bröder från att ha kontakt med henne. Hon tillfrisknade snabbt, och i oktober kunde hon både ansöka till läkarskolan och börja hjälpa Jung med hans laboratorietester runt ordassociationer. Mellan oktober 1904 och januari 1905 lät Jung henne genomföra olika ordassociationstester, liksom även flera grundläggande psykoanalytiska tekniker.
Senare refererade han till henne två gånger i brev till Freud, såsom hans första "fall". Under hennes vistelse på kliniken blev Spielrein kär i Jung. Hon beslöt själv att vara kvar som en patient på sjukhuset under första halvåret 1905, även om hon inte längre mottog någon behandling. Hon arbetade vid sidan av andra ryska studenter som Max Eiotingon, liksom Karl Abraham och andra ditflyttade psykiatriker.
Därefter praktiserade hon till läkare i Zürich. Innan utbildningen blev hon inlagd på Burghölzlisjukhuset utanför Zürich, där bland annat Jung arbetade, från den 17 augusti 1904 till 1 juni 1905. Spielrein skaffade sig under åren 1904 till 1911 en mångfacetterad relation till Jung: som lärare-elev, intressegemenskap, djup vänskap och kärleksrelation.

### Medicinstuderande 1905–1911
Från och med juni 1905 till januari 1911 studerade Spielrein på läkarskolan vid Zürichs universitet, med höga betyg. I hennes dagböcker visar hon upp en stor bredd av intressen, och hon läste bland annat filosofi, religion, rysk litteratur och evolutionär biologi. Hon flyttade mellan olika lägenheter och hade ett socialt umgänge av i första hand ryska judinnor som studerade medicin i Zürich. Många av dessa delade Spielreins fascination över den nya psykoanalytiska rörelsen i Västeuropa, och man studerade bland annat för Bleuler och Jung. Spielreins huvudfokus under sin tid vid läkarskolan gällde psykiatri.
I likhet med Spielrein blev ett antal av dessa studenter psykiatriker, ägnade tid tillsammans med Freud i Wien och publicerade sig i psykoanalytiska tidskrifter. Bland dessa kan nämnas Esther Aptekman, Fanja Chalevsky, Feiga Berg och Tatiana Rosenthal. Politiskt identifierade sig Spielrein med socialismen, även om några av hennes ryska studentkamrater följde det socialistiska revolutionära partiet eller sionismen.

Inför Spielreins examinering vid läkarskolan fungerade först Bleuler och sedan Jung som handledare, och hennes uppsats var en närstudie av språket hos en patient med schizofreni. Den publicerades i Jahrbuch für psychoanalytische und psychopathologische Forschungen, en årsbok där Jung var redaktör. Hon var en av de första att genomföra en fallstudie gällande schizofreni som därefter blev publicerad i en psykoanalytiska tidskrift. Freud nämnde uppsatsen i samma volym av årsboken, i sitt eget efterord till Daniel Paul Schreber-fallet.
Spielreins uppsats fokuserade på den psykiska störningen i samband med schizofreni och lyfte behovet av fortsatt forskning i ämnet. Den var även den första akademiniska uppsatsen av en kvinna med psykoanalytisk inriktning.
Efter den lyckade examineringen lämnade Spielrein nästa dag Zürich. Hon hade bestämt sig för att göra sig en fristående psykoanalytiker på annan ort.

### Förhållande med Jung
Under sin tid på läkarskolan fortsatte Spielrein som assistent till Jung på hans laboratorium, där hon tidigare deltagit i forskningen som patient. Hon var med på hans läkarronder och träffade honom även vid sidan av arbetet. De starka känslor som hon hade utvecklat för honom som hans sjukhuspatient fortsatte under de tre åren på läkarskolan, och hon fantiserade återkommande om att ha ett barn med honom vid namn Siegfried. Hon gick inte längre i terapi hos honom, men under hösten 1907 försökte han genomföra en analys av hennes önskan att bära hans barn. Sommaren 1908, inför sitt fjärde år på läkarskolan, började hon och Jung ha allt intimare möten. Dessa möten beskrev hon i sin dagbok som "poesi". Det finns motstridiga uppgifter rörande om de hade sex ihop. John Launer har i sin biografi Sex Versus Survival. The Life and Ideas of Sabina Spielrein studerat uppgifterna i hennes dagböcker och brevväxlingen mellan de två. Hans slutsats är att de hade samtyckt och erotisk intim kontakt, men att det hela aldrig nådde så långt som till sexuell penetration. Detta stöds av Spielreins konstaterande i ett brev till sin mor: "Än så länge har dröjt oss på en poetisk nivå som inte är farlig." Lance Owens summerade det hela i sin studie (2015) Jung in Love: The Mysterium in Liber Novus,
Under de följande månaderna skrev Jung till Freud om sitt förhållande. Inledningsvis anklagade han Spielrein för att förgäves ha försökt förföra honom, och senare erkänner han att han utvecklat romantiska känslor för henne. Han skickade ett antal brev till Spielreins mor, där han skrev "ingen kan förhindra två vänner från att göra som det passar dem… det är sannolikt att något annat kan skapas i det här förhållandet." Spielrein skrev också till Freud, där hon gjorde klart att deras relation under några månader hade varit fysiskt och att den innehållet var Spielrein återigen beskrev som "poesi": "Till slut skedde det oundvikliga… Det hela nådde en punkt där han inte längre kunde stå ut och önskade 'poesi'. Jag varken kunde eller ville motstå, av flera orsaker. Eva Spielrein hotade med att anmäla honom till Eugen Bleuler och reste till Zürich i det syftet, men ingen anmälan skedde till slut. Under tiden hade Jung avsagt sig sin läkarpost vid Burghölzli, även om han fortsatte sitt laboratoriearbete och sina föreläsningar på universitetet.
Efter ett flera månader långt uppehåll, förorsakat av ovanstående spänningar, återupptog Spielrein och Jung sin romantiska relation under sommaren 1909. De fortsatte därefter att träffas privat fram till slutet av 1910. I januari 1911 lämnade Spielrein definitivt Zürich. I Spielreins dagbok från den 11 september 1910 – endast fyra månader innan hon tog examen och lämnade både Jung och Zürich – beskrev hon återigen sina tankar om att få bära Jungs son. Hon såg dock hur omöjligt det företaget hade varit, hur det skulle spoliera hennes möjligheter att finna en ny kärlek och förstöra hennes vetenskapliga och yrkesmässiga ambitioner. Flera författare har sett Jungs beteende under förhållandet som ett brott mot hans yrkesetik, att det äventyrade hans position på Burghölzli, ledde till hans brytning med Bleuler och att han lämnade universitetet.
Vid tiden var Freud tolerant vad gäller händelserna kring Jung och Spielrein, och han betraktade det som ett exempel på motöverföring. Senare erkände han för Spielrein att relationen hade varit en del av brytningen mellan honom om Jung: "Hans betedde sig så illa. Min åsikt om honom förändrades mycket från att jag mottog det första brevet från dig." Relationen mellan Jung och Spielrein visade för Freud att en terapeuts känslor och mänsklighet inte kunde hållas åtskilda från den psykoanalytiska relationen. Jung hade själv kommit fram till samma slutsats. Spielrein verka ha bevarat minnena från relationen med Jung i en ljusare dager. Hon fortsatte i flera års tid att ta upp ämnet i brev till Freud, och där hon beskrev det svårare att fördra Jung för att han lämnade den psykoanalytiska rörelsen än för "den där affären med mig".
Ibland beskrivs Spielrein som Jungs inspirationskälla om animus och anima. Detta stammar till dels från en referens som Jung 50 år senare gjorde i Memories, Dreams, Reflections, den biografiska memoarboken som sammanställdes av Aniela Jaffé. Där talas om en föreställning om en inre kvinnlig röst som väckte hans medvetande om den inre animan. Han mindes det som "rösten av en patient… som hade en stark motöverföring till mig." I den opublicerade transkriptionen av Jungs kommentarer, inspelade 1957 av Aniela Jaffé, förtydligade dock Jung att den här kvinnan var Maria Moltzer och inte Spielrein. Lance Owens har dock dokumenterat att relationen med Spielrein var betydelsefull för Jungs förståelse av det som han många år senare kom att kalla animan.

### Karriären 1912–1920, inklusiveförstörelse-uppsatsen

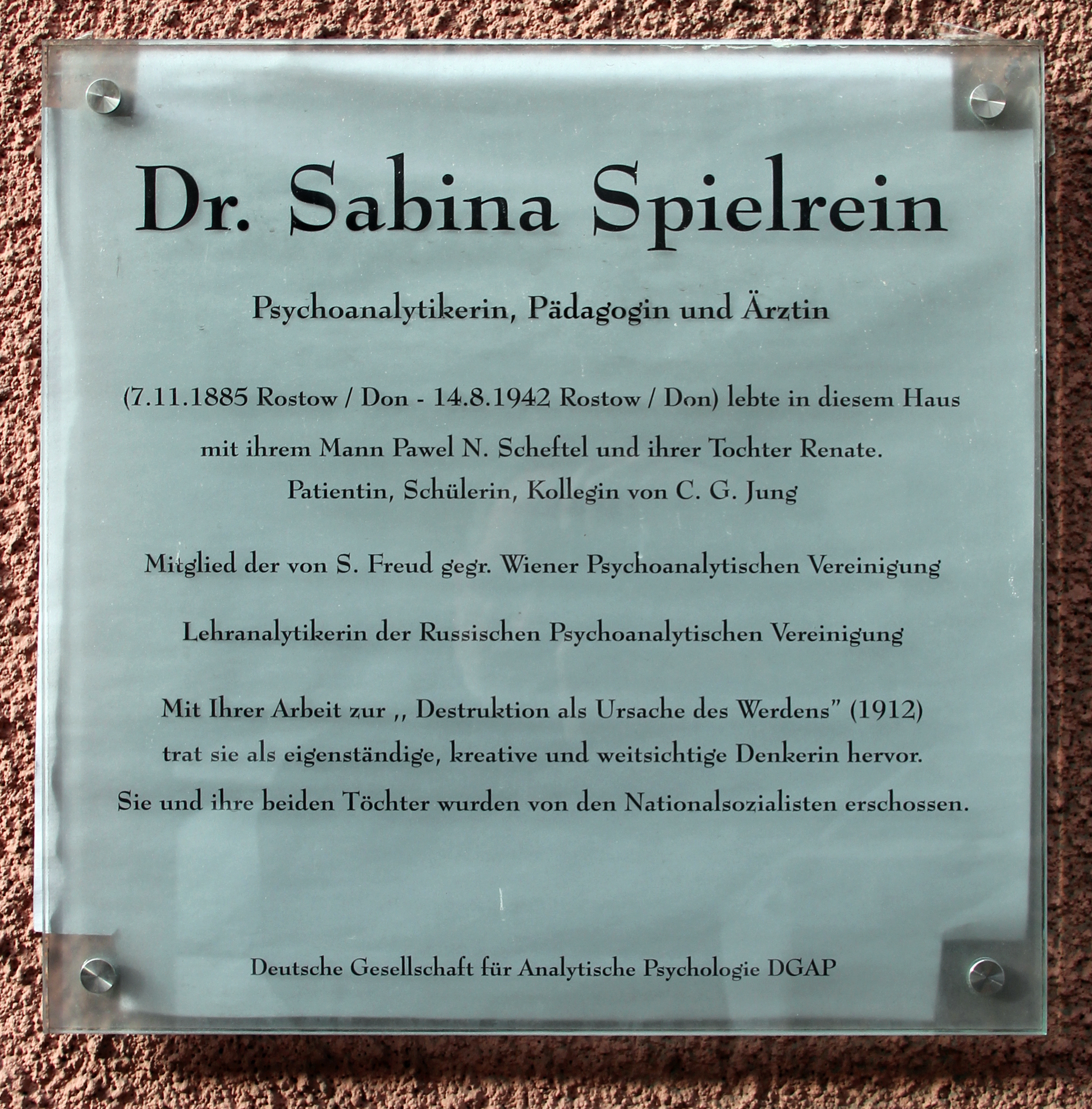
Minnesplatta på Sabina Spielreins forna bostad i Berlin, Tyskland.

Efter examen flyttade Spielrein till München för att studera konsthistoria, och under tiden arbetade hon på en text om relationen mellan sex och döden. I oktober flyttade hon till Wien, där hon blev invald i Wiens psykoanalytiska sällskap. Hon var den andra kvinnliga medlemmen av sällskapet. Den 27 november presenterade hon sin text för sällskapet, under den slutliga titeln "Die Destruktion als Ursache des Werdens" ('Förstörandet som orsak till världens tillblivelse'); en förkortad version publicerades året därpå i Jahrbuch.  Texten visar prov på både jungianska och freudianska tankar, men verkar markera den punkt i hennes utveckling där hon lämnar identifierandet med Jung och istället såg sig själv mer som en freudian. I sin berömda fotnot till Bortom lustprincipen nämner Freud uttryckligen Spielreins text, som ett erkännande av att han här inledde den tankebana som senare skulle leda fram till det färdiga konceptet om dödsdriften.
Spielreins koncept skilde sig dock från Freuds dito, genom att den nedbrytande driften hos henne fungerade som en funktion hos den reproduktiva instinkten och inte en drift med egna förtecken. Hon träffade Freud vid ett antal olika tillfällen under 1912, och höll igång en brevväxling med honom fram till 1923. I sina brev försökte hon få Freud och Jung att bli sams. I både "Förstörelse"-texten och genom hela hennes yrkesliv hämtade hon idéer från många olika discipliner och skolor.
1912 gifte sig Spielrein med den ryskjudiske läkaren Pavel Nahumovitj Sjeftel. De flyttade till Berlin, där Spielrein kom att arbeta vid sidan av Karl Abraham. Spielrein fick sin första dotter Irma-Renata (oftast kallad Renata) år 1913. 
Under åren i Berlin publicerade Spielrein ytterligare nio uppsatser. En av dessa ("Bidrag till förståelsen av ett barns själ") var en beskrivning av barns uppfattningar om sex och reproduktion, där hon inkluderade egna minnesbilder om sitt tidigare fantiserande i ämnet. Där visade hon fram mer av sin freudianska sida än i sina tidigare uppsatser. I en annan uppsats ("Svärmodern") gav hon en uppskattande redogörelse för svärmödrarnas roll och relationen mellan dem och deras svärdöttrar.
En annan text från den här tiden, och där hon återberättar hennes behandling av ett barn som led av fobi mot djur, är en av de första kända exemplen på psykoterapi på barn.
Vid första världskriget utbrott återvände hon till Schweiz, levde ett kort tag i Zürich innan hon slog sig ner i Lausanne; där både hon och Renata under resten av kriget. Hennes make anslöt sig till sitt regemente i Kiev, och de återsågs därefter inte på över ett årtionde. Krigsåren innebar umbäranden för Spielrein, som tidvis kunde arbeta som kirurg och på en ögonklinik. Hon tog även emot pengar från sina föräldrar när de hade möjlighet att skicka dem till henne. Hon lyckades även publicera två kortare uppsatser under krigsåren. Hon skrev musik och övervägde ett tag en framtid som kompositör. Hon påbörjade också författandet av en roman, skriven på franska. Hon skrev ner sina observationer av hennes dotters utveckling vad gäller språk och lek. Dessutom fortsatte hon sina brevväxlingar med Freud och Jung, liksom utvecklandet av sina egna teorier – inte minst vad gällde barns anknytning.

### Karriären i Genève 1920–1923 och samarbete med Jean Piaget
1920 närvarande hon i Haag på den sjätte kongressen arrangerad av International Psychoanalytical Association och där hon höll ett föredrag om ursprunget till barns språk. Bland åhörarna fanns Sigmund Freud, hans dotter Anna Freud, Melanie Klein och Sandor Ferenczi.  Hon meddelade även att hon tänkte bli del av Rousseauinstitutet, ett innovativt kliniskt, tränings- och forskningsrelaterat center för studier av barns utveckling baserat i Genève. Hon kvarstod där i tre år och arbetade vid sidan av bland annat institutets grundare Édouard Claparède samt Pierre Bovet. Under denna tid blev också Jean Piaget del av personalen; han och Spielrein inledde ett nära samarbete, och under 1921 gick han på en månader lång analys hos henne. Året efter bidrog båda två med texter till International Psychoanalytical Associations sjunde kongress, detta år förlagt till Berlin.
Detta var en av de mest produktiva perioderna i Spielreins liv, och mellan 1920 och 1923 lät hon publicera 20 olika forskningstexter. Den mest betydelsefulla av dessa var en ny version av den text hon levererat till Haag-kongressen om språkets ursprung, och hon hämtade inspiration från sitt samarbete med lingvisten Charles Bally. Texten, betitlad "Die Entstehung der kindlichen Worte ”Papa” und ”Mama”" ("Ursprunget till orden 'pappa' och 'mamma'"), beskrev hur språk utvecklas på ett substrat av en nedärvd färdighet, först genom interaktionerna mellan barnet och moderns bröst, därefter genom interaktionerna inom familjen och de sociala utbytena i stort. Hennes övriga texter från den här tiden ägnas mest till att förena psykoanalytiska idéer med observationer av barns utveckling. Hennestexter i Zeitschrift och Imago från denna tid fokuserar sig främst på betydelsen av förvärvandet av talförmågan i den tidiga barndomen och tidsuppfattningen. Kollegan Otto Fenichel har dock särskilt nämnt hennes artikel (från 1923) om voyeurism, där "Sabina Spielrein beskrev en tjuvkikande perversion där patienten försökte lära sig handskas med ett tidigt undertryckande av genital och handbaserad erotogeneitet, förorsakad av en intensiv kastrationsångest". På det stora hela lär hennes textproduktion från denna tid ha rönt ett betydande inflytande på Piagets teoribyggande, liksom möjligen även på Kleins dito.
1923 drog hon på nytt upp sina bopålar. Som en följd av sina problem att kunna etablera en egen klinik i Genève beslutade hon, med Freuds stöd, att resa till Moskva för att där stödja utvecklingen av psykoanalysen som praktik. Hon planerar att återvända till Genève och lämnade kvar sina privata papper – inklusive alla sina dagböcker och korrespondens – i källaren till Rousseauinstitutet. Hon kom aldrig att återvända till Västeuropa, och dokumentsamlingen återupptäcktes och fick rätt identifiering först nästan 60 år senare. Upptäckaren var den jungianske analytikern Aldo Carotenuto, som lät publicera ett urval av texterna. Arkivet kvarstår i Édouard Claparèdes arvingars ägo, och även om ytterligare utdrag blivit tryckta i olika böcker och tidskrifter har dokumentsamlingen aldrig blivit helt genomgången och katalogiserad.

### Karriären i Ryssland
Psykoanalysen hade redan en turbulent historia bakom sig i Ryssland, men dess inflytande var som störst mellan 1921 och 1923. Vid sin ankomst till Moskva upptäckte hon att hon var den mest erfarna psykoanalytikern i staden, utöver att hon var den med flest kontakter med analytiker och psykologer i utlandet. Hon tilldelades en tjänst i barnpsykologi vid Moskvas första universitet och inledde arbete i pedologi, en gren av pediatriken som utvecklades i relation till utvecklings- och läropsykologi. Hon blev också medlem av Moskvas psykoanalytiska institut, vilket grundats 1922 under ledning av Moise (Moishe) Wulff. Därefter engagerade hon sig i ett nytt ambitiöst projekt i barns inlärning vid namn "Djetskij Dom" (psykoanalytiska barnhemslaboratoriet), även känt som "Vita huset".

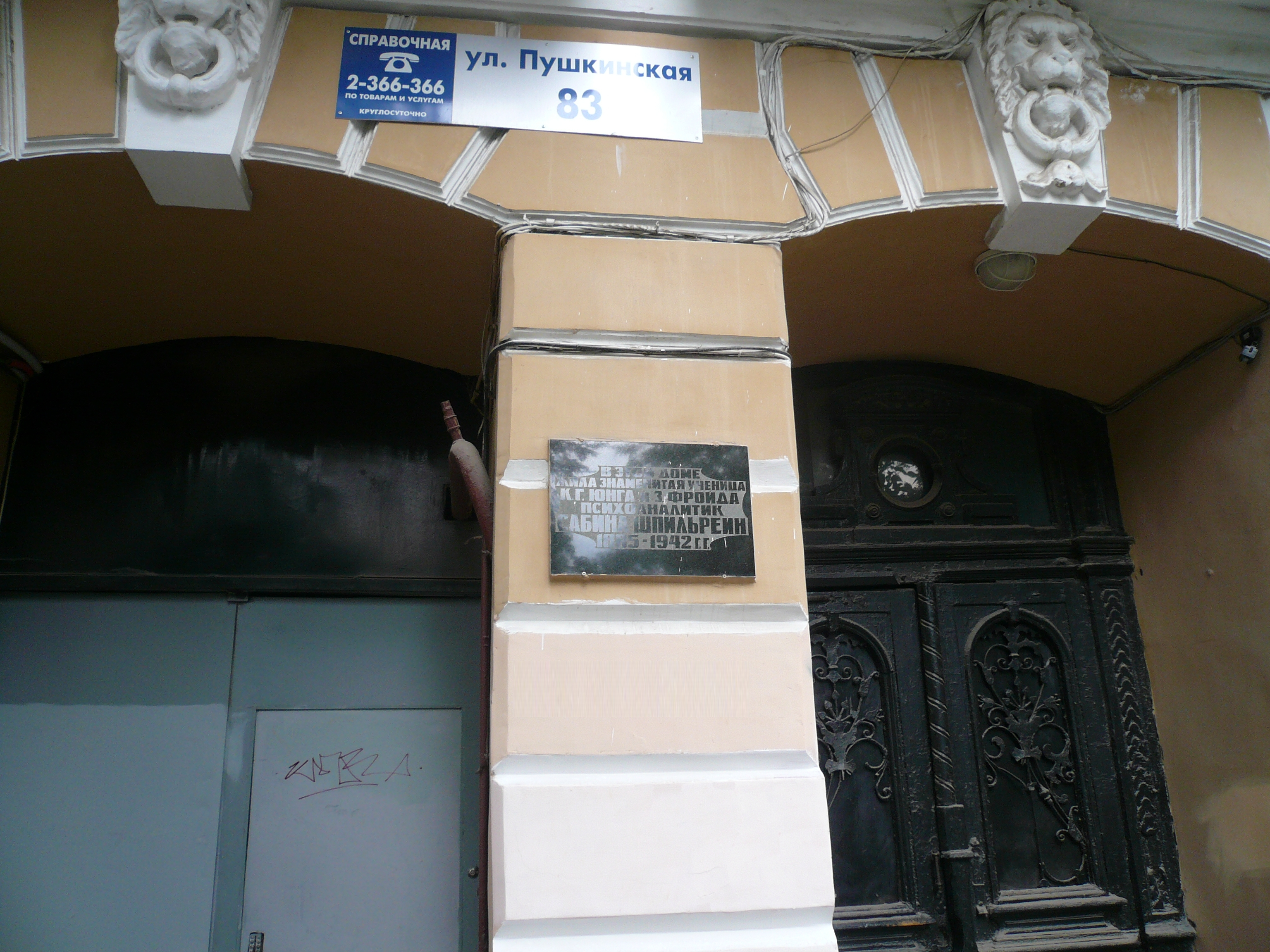
Minnesplatta vid Spielreins familjeegendom på Pusjkingatan 83 i Rostov-na-Donu, där Sabina Spielrein bodde. Texten lyder: "I detta hus bodde C. G. Jungs och S. Freuds berömda elev, psykoanalytikern Sabina Spielrein (1885–1942)".

"Djetskij Dom", som grundats 1921 av Vera Schidt (en annan av Freuds elever), var inriktad på barns inlärning enligt Freuds teorier. Skolan var bara ett barnhem till namnet, och vid sidan av Schmidts egen son fanns här barn från olika framstående bolsjeviker (inklusive Josef Stalins egen son Vasilij Stalin). Kroppsaga undveks och barnen gavs en maximal rörelsefrihet. Även sexuellt utforskande och nyfikenhet tilläts. Spielreins inblandning inkluderade övervakning av lärarna, och hon kan ha stött lärarna i den protest omkring deras arbetsvillkor som ledde till att de avskedades. Skolan tvangs 1924 att stänga, i samband med anklagelser mot försök att i stimulera barns sexualitet i förtid. Beskyllningarna kan ha varit en reaktion mot Leon Trotskijs försök att öppna rekryteringen till skolan även till arbetarklassen. Under Spielreins tid i Moskva började både Aleksandra Luria och Lev Vygotskij på det psykoanalytiska institutet och "Djetskiij Dom", och de studerade vid hennes sida. Spielreins karakteristiska sätt att kombinera subjektiva psykologiska idéer från spsykoanalysen med objektiva observationer på barn spelade troligen en stor roll i deras tidiga utveckling som forskare, något som kom att göra dem till sin tids ledande ryska psykologer.
I slutet av 1924 eller 1925 lämnade Spielrein Moskva. Hon och hennes dotter förenade sig till slut med hennes make Pavel i Rostov-na-Donu. Bakom flytten låg sannolikt upplevelserna av hur det sovjetiska systemet fungerade i Moskva. Hennes make hade nu också inlett ett förhållande med en ukrainsk kvinna, Olha Snetkova (född Aksjuk), och dessa två hade nu en dotter vid namn Nina. Pavel återvände nu till sin hustru, och deras andra dotter Eva föddes 1926. Under det kommande dryga årtiondet kom Spielrein att fortsätta sitt arbete som barnläkare, hon fortsatte sin forskning, föreläste om psykoanalys och publicerade texter– fram till 1931 – i utlandet. 1929 gick hon till försvarade hon Freud och psykoanalysen kraftfullt vid en psykiatrisk och neuropatologisk kongress i Rostov, och hon var möjligen den sista personen i landet som offentligt försvarade psykoanalysen en lära som var på gång att förbjudas.
I hennes text till kongressen var det uppenbart att hon var uppdaterade med utvecklingen i Europa, och hon inkluderade gillande kommentarer angående Sandor Ferenczis förespråkande av en mer emotionell inblandning från terapeuten. Hon talade också om betydelsen av klinisk övervakning av psykologiskt arbete med barn, och hon beskrev en kortvarig terapi som kunde nyttjas när resurserna inte tillät en mer omfattande behandling. Hennes brorsdotter Menicha beskrev henne i ett utlåtande från 1930-talet som "en mycket belevad, vänlig och fridsam person. På samma gång var hon bestämd i ting som rörde hennes övertygelser."

### Sista tid och död
| Vänster: Spielreins yngre dotter Eva, på foto från slutet av 1930-talet. Höger: Minnesmärke över massakern i Zmijovskaja balka, där Spielrein och 27 000 andra föll offer för en massaker under Förintelsen. |  | Vänster: Spielreins yngre dotter Eva, på foto från slutet av 1930-talet. Höger: Minnesmärke över massakern i Zmijovskaja balka, där Spielrein och 27 000 andra föll offer för en massaker under Förintelsen. |
| Vänster: Spielreins yngre dotter Eva, på foto från slutet av 1930-talet. Höger: Minnesmärke över massakern i Zmijovskaja balka, där Spielrein och 27 000 andra föll offer för en massaker under Förintelsen. |  | |

Hennes make avled 1936. Året efter arresterades hennes bröder Isaac, Jan och Emil, och de avrättades alla tre under 1937 och 1938 års stora utrensning. Spielrein och Pavels tidigare partner Olha Snetkova slöt ett avtal om att om en av dem avled skulle den överlevande kvinnan ta hand om de tre döttrarna.
Spielrein och hennes döttrar överlevde den första tyska invasionen av Rostov-na-Donu i november 1941, en invasion som slogs tillbaka av Röda armén. Under denna invasionen ödelades Spielreins dåvarande bostad, och tillsammans med sina två döttrar samt Olha och hennes dotter flyttade hon in i en källarvåning. Där bodde de medan den tyska armén drevs tillbaka efter en dryg veckas hårda strider.
Den tyska armén kom dock tillbaka – under Operation Blau – och ockuperade slutligen staden i juli året därpå. Spielrein och hennes två döttrar, 29 respektive 16 år gamla, avrättades av en dödsbrigad från SS, Einsatzgruppe D. Detta skedde i Zmijevskaja Balka ('Ormravinen') nära Rostov-na-Donu, i en massaker med totalt 27 000 huvudsakligen judiska offer. Vid massakern sköts männen, medan kvinnor och barn mördades i en gasvagn (mobil gaskammare) eller genom skjutning.
Även om de flesta av Sabina Spielreins nära släktingar mördades under Förintelsen, överlevde alla fruarna och barnen till hennes tre bröder, och det finns numera cirka 14 överlevande släktingar bosatt i Ryssland, Kanada, USA och Israel. Olha Snitkova och hennes dotter lyckades ta sig till Dagestan, och Spielrein ska ha tackat nej till ett erbjudande om att ta med sig henne och hennes två döttrar. Det är oklart varför Spielrein inte flydde från Rostov 1942, mot bakgrund av de sovjetiska mediernas rapportering av de tyska styrkornas förbrytelser på östfronten. Vissa menar att hon troligen trodde att hon inte hade något att frukta av den tyska kulturen. Spielrein hade goda erfarenheter från de tyskspråkiga länder hon bott i, där hon kunde uppleva en relativ frihet som kvinna och jude, samtidigt som det i Stalins Sovjetunionen fanns ett tilltagande förtryck av judar. Spielrein hade också gjort tyska till sitt arbetsspråk.

## Betydelse

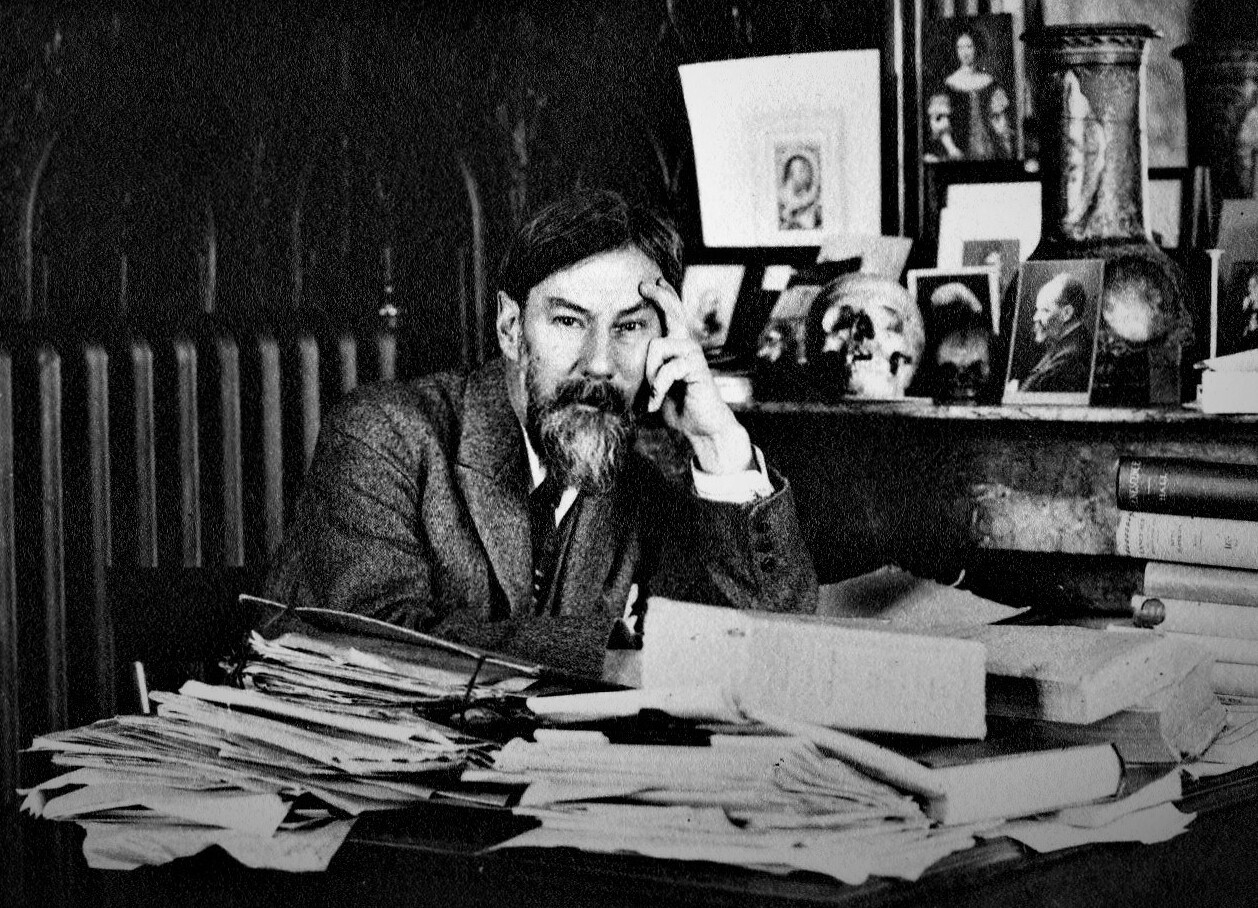
Psykiatern Édouard Claparède, som lagrade Spielreins efterlämnade papper i Genève. Hans ättlingar har fortfarande en del av papperen i sin ägo.

Trots hennes täta relationer till de ledande gestalterna inom både psykoanalys och utvecklingspsykologi i början av 1900-talet, glömdes Spielrein mer eller mindre bort i Västeuropa efter hennes avflyttning 1923 till Moskva. Mordet på henne 1942 under Förintelsen bidrog ytterligare till att sopa igen spåren efter henne. Publicerandet 1974 av brevväxlingen mellan Freud och Jung, följd av upptäckten av hennes privata dokument och det senare publicerandet av en del av dem spred ånyo kännedomen om hennes namn. Däremot blev hon i det allmänna medvetandet mest känd som en erotisk utvikning i de båda männens liv. Inom den psykoanalytiska världen noteras Spielrein sällan mer än som fotnoter, för hennes konceptualiserande av sexualdriften som både en förstörelse- och en omvandlingsinstinkt. Hon föregick därmed både Freuds "dödsdrift" och Jungs syn på "transformationen". Oavsett hennes kontroversiella förhållande med Jung, föddes något positivt och högst användbart psykoterapeutiskt tankegods ur detta. Jungs brevväxling med Freud omkring hans relation med Spielrein inspirerade Freud till dennes koncept om överföring och motöverföring.
På senare år har Spielrein blivit alltmer uppmärksammad som en betydande tänkare på egna meriter, och hon influerade inte bara Jung, Freud och Melanie Klein, men även senare psykologer som Jean Piaget, Aleksandr Luria och Lev Vygotskij. Spielreins arbeten har också var inflytelserika inom områden som könsroller, kärlek, betydelsen av kvinnlig intuition, det omedvetna, drömtolkning, sexualitet och sexualdrifter, libido, subliminering, transferens, lingvistik och språkutveckling hos barn.
Etkinds forskning i Ryssland på 1990-talet visar att hon inte "försvann" efter att hon lämnade Västeuropa, utan att hon fortsatte som en aktiv kliniker och forskare. Publicerandet 2003 av ett utdrag av essäer om henne under titeln Sabina Spielrein, Forgotten Pioneer of Psychoanalysis har stimulerat till förnyat intresse för henne som en originell tänkare. Den första akademiska biografin över henne på tyska, av Sabine Richebächer, placerar in hennes relation med och till Jung i sin rätta kontext, som del av en livslång karriär inom psykoanalysen och psykologin. Relationen mellan de två bidrog möjligen starkt till Jungs psykologiska utveckling, hans förståelse av kärleken och utvecklandet av hans psykologiska nyckelbegrepp "anima" och "transferens".
I feministiska kretsar och bland folk intresserade av relationsbaserad psykoanalys har också börjat räkna henne som en viktig pionjär.
Vid 2015 års kongress hos American Psychoanalytic Association var hon mycket närvarande. Kongressens inledande föreläsning, av Adrienne Harris, hade titeln "The Clinical and Theoretical Contributions of Sabina Spielrein", och där uppmärksammades Spielrein för hennes pionjärarbete inom relationsbaserad psykoanalys.
Genom sitt arbete med analys på barn kunde Spielrein differentiera mellan autistiskt och socialt språk. Hon skiljde mellan primära autistiska språk och sociala språk (som sång, ord med mera) och utvecklade en teori runt barns utveckling, där hon försökte förklara meningen med en moders bröst och sugandet/diandet.
I november 2015 öppnandes Minnesmuseet Sabina Sjpilerejn i Spielreins före detta släktegendom i Rostov-na-Donu.
John Launers biografi över Spielrein (på engelska och skriven med stöd av Spielreins släktingar) är baserad på noggrann genomläsning av hennes sjukhusjournaler, dagböcker och brevväxling. Boken ifrågasätter många av de tidigare berättelserna runt Spielrein. Han tillbakavisar bland annat påståendena att Jung utsatte Spielrein för någon systematisk psykoanalys, att hennes känslor för henne var ömsesidiga, att han såg henne som sin 'anima' eller att han skulle ha sett henne som en viktigare gestalt än hans andra kvinnliga partners vid denna tid. Istället ser Launer hennes historiska betydelse som en som gjorde ett tidigt försök att harmonisera psykoanalysen med utvecklingspsykologin inom en övergripande biologiskt ram. Han ser detta som en föregångare till moderna idéer omkring anknytningsteori och evolutionspsykologi.

## I kulturen

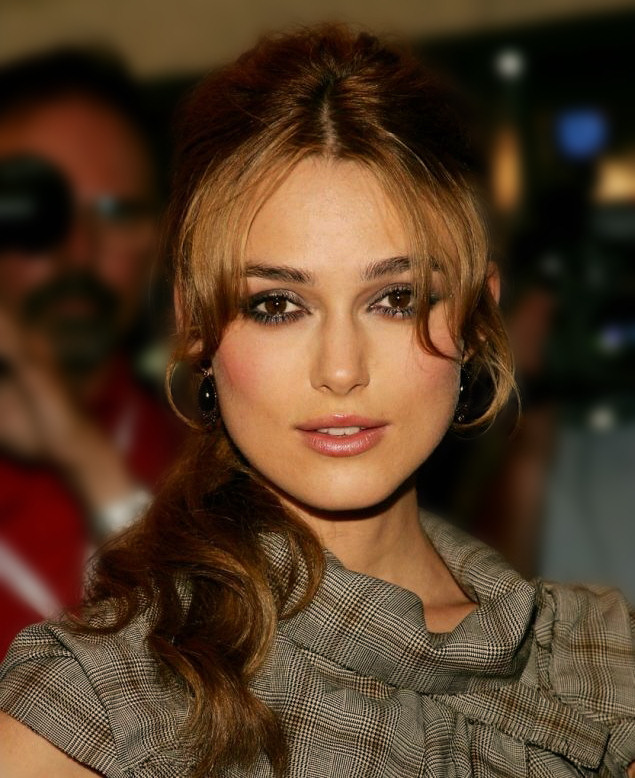
Keira Knightley, som gjorde rollen som Sabina Spielrein i långfilmen A Dangerous Method från 2011.

- Dokumentärfilmen Ich hieß Sabina Spielrein gjordes 2002 av den ungerskfödda svenska regissören Elisabeth Marton.
- Den biografiska filmen The Soul Keeper (Prendimi l’Anima), regisserad av Roberto Faenza, med Emilia Fox som Spielrein och Iain Glen som Carl Gustav Jung.
- Spielrein är starkt närvarande i två sentida brittiska teaterpjäser: Sabina (1998) av Snoo Wilson och The Talking Cure (2003) av Christopher Hampton (baserad på John Kerrs bok A Most Dangerous Method). I den senare pjäsen spelade Ralph Fiennes Jung och Jodhi May Spielrein. Båda pjäserna föregicks av Off-Broadway-produktionen Sabina (1996) av Willy Holtzman.
- Hampton överförde 2011 sin egen pjäs till en långfilm med namnet A Dangerous Method. Där fungerade Jeremy Thomas som producent, David Cronenberg som regissör, medan Keira Knightley spelade Spielrein, Michael Fassbender spelade Jung och Viggo Mortensen spelade Freud.
- 2017 kom Angela M. Sells engelskspråkiga biografi med titeln Sabina Spielrein: The Woman and the Myth,[77], på Suny Press.

## Verk
- En fullständig bibliografi över Spielreins publicerade texter finns tillgänglig hos w International Association for Spielrein Studies.
- Spielreins texter på tyska från Imago, International Journal of Psychoanalysis, Jahrbuch für Psychoanalytische und Psychopathologische Forschungen och Zeitschrift für Psychoanalytische Pädagogik and Zentralblatt finns tillgängliga via Internet hos Collection of the International Psychoanalytic University i Berlin. (COTIPUB)
- Spielrein, Sabina (1912). ”Die Destruktion als Ursache des Werdens” (på tyska). ""IV"". s. 465–503. https://archive.org/stream/JahrbuchFuumlrPsychoanalytischeUndPsychopathologischeForschungenIv_509/JdP_IV_1912_1_Haelfte#page/n467/mode/2up.

Översättningar till engelska:
1) Spielrein, Sabina (1 april 1994). ”Destruction as the Cause of Coming Into Being”. ""39"". s. 155–186. doi:10.1111/j.1465-5922.1994.00155.x. https://web.archive.org/web/20160304095524/http://www.arizonapsychoanalyticsociety.com/downloads/sabrina.pdf.
2) Spielrein, Sabina (1995). ”Destruction as Cause of Becoming”. ""18"". s. 85–118. https://web.archive.org/web/20200215120503/http://www.alsf-chile.org/Indepsi/Articulos-Clinicos/Destruction-as-cause-of-becoming.pdf.
3) Covington, Coline; Wharton, Barbara; Spielrein, Sabina (2003). ”11. Destruction as the Cause of Coming Into Being (pp. 185—212)”]. Sabina Spielrein. Forgotten Pioneer of Psychoanalysis, Revised Edition. Abingdon-on-Thames: Routledge. doi:10.4324/9781315700359. ISBN 978-1-31745860-9. https://books.google.com/books?id=Q-cjCQAAQBAJ
- Spielrein, Sabina. Sämtliche Schriften. Giessen: Psychosozial-Verlag, 2008. (alla Spielreins texter) (tyska)